# Barvaux
Barvaux (Waals: Barvea), ook wel Barvaux-sur-Ourthe, is een dorp in de Belgische provincie Luxemburg en een deelgemeente van Durbuy. Het dorp ligt aan de rivier de Ourthe.

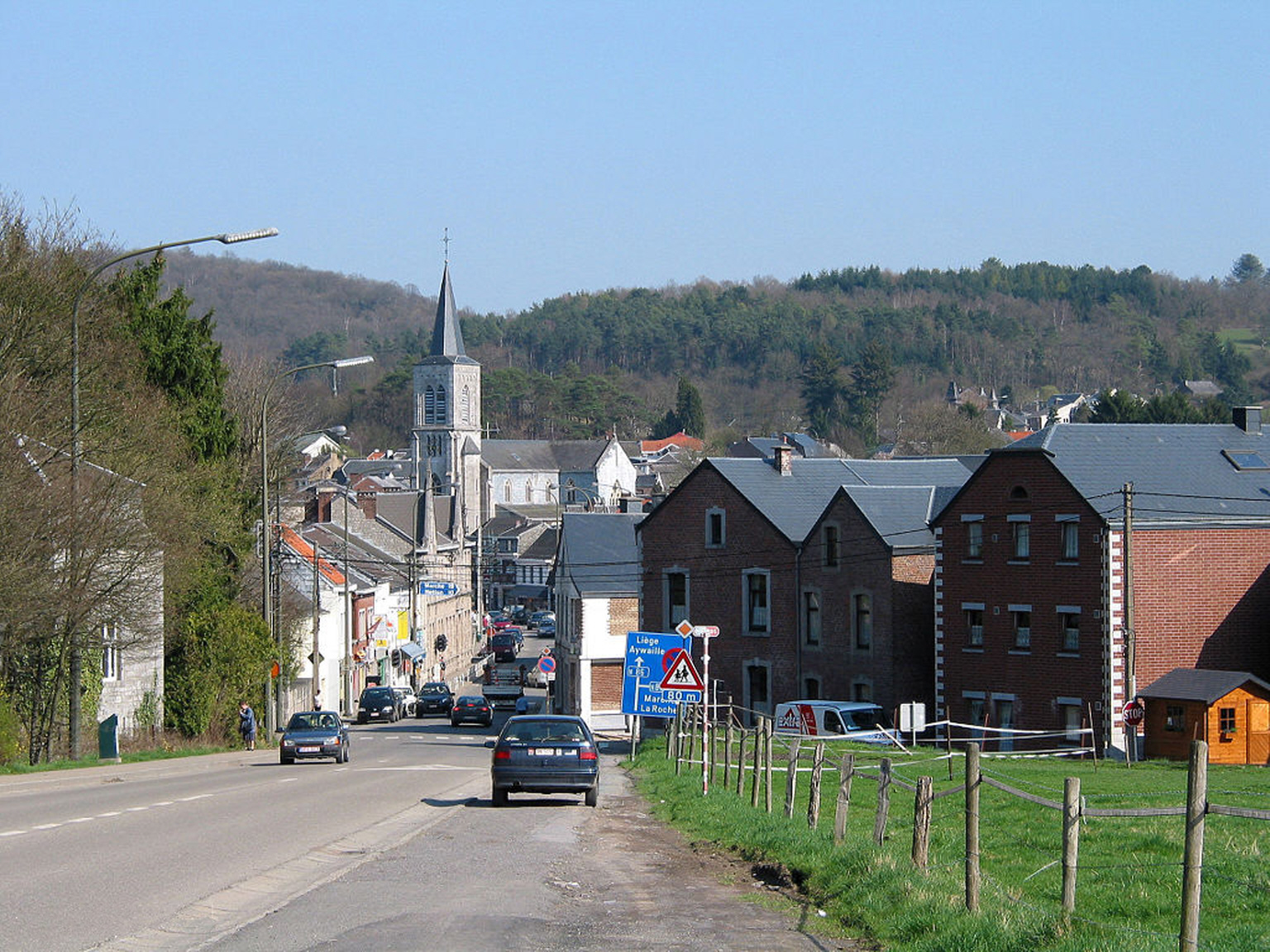
Zicht op Barvaux

## Bezienswaardigheden

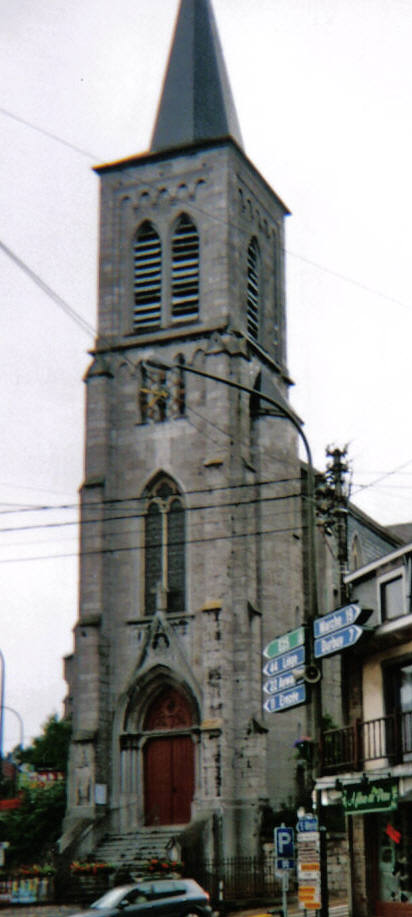
De Heilig Hart van Jezuskerk.

- De neogotische Heilig Hart van Jezuskerk, uit 1872
- De gevel en dakbedekking van het pand waarin restaurant La Poivrière is gevestigd, is beschermd
- Het voormalig gemeentehuis
- Het Labyrint van Barvaux, een maïsdoolhof in de zomermaanden

## Demografische ontwikkeling
- Bron: NIS; Opm:1831 t/m 1970=volkstellingen; 1976=inwoneraantal op 31 december

Deelgemeenten: Barvaux · Bende · Bomal · Borlon · Durbuy · Grandhan · Heyd · Izier · Septon · Tohogne · Villers-Sainte-Gertrude · Wéris

Overige plaatsen: Aisne · Bohon · Grande Enneille· Herbet · Hermanne · Houmart · Juzaine · Longueville · Morville · Oneux · Oppagne · Ozo · Palenge · Pas-Bayard · Petite Enneille · Petite-Somme · Petithan · Rome · Verlaine-sur-Ourthe · Warre

Belgische gemeenten · Arrondissement Marche-en-Famenne · Luxemburg · Wallonië